# ノーボーイズ,ノークライ
『ノーボーイズ,ノークライ』は、2009年の日韓合作映画。

## ストーリー
ヒョングは韓国から日本へ荷物を運び、亨は彼を日本で迎える仕事をしていた。ある日、韓国人少女のチスが運ばれた。彼女は、父親が会社の金を持ち逃げしたために、人質として誘拐されていたのだ。やがて亨とヒョングは、チスからの報酬目当てに彼女の父親を捜そうとする。

## キャスト
- 亨：妻夫木聡
- ヒョング：ハ・ジョンウ
- チャ・スヨン
- イ・デヨン
- 徳永えり
- 柄本佑
- あがた森魚
- 貫地谷しほり

## スタッフ
- 監督：キム・ヨンナム
- プロデューサー：久保田修、イ・ジュンホ
- 脚本：渡辺あや
- 監督補：池上純哉
- 撮影：蔦井孝洋
- 美術：磯田典宏
- 音楽：砂原良徳
- 音楽プロデューサー：安井輝
- 主題歌：iLL『Deadly Lovely』
- 照明：疋田ヨシタケ
- 録音：ソン・ジンヒョク
- エグゼクティブ・プロデューサー：樫野孝人、ミン・ジョンファン
- ライン・プロデューサー：黛威久、ユン・ソニョン
- 共同プロデューサー：ション・シン、田中美幸
- サウンドスーパーバイザー：イ・スンチョル、イ・ソンジン
- 制作担当：田口雄介
- 制作プロダクション ：IMJエンタテインメント、クラゼピクチャーズ
- 製作支援：KOFIC
- 配給：ファントム・フィルム
- 製作：「The Boat」フィルム・コミッティ（IMJエンタテインメント、ミシガンベンチャーキャピタル、メディアファクトリー、ファントム・フィルム、アスミック・エース、中部日本放送、クラゼピクチャーズ）

## 備考
作中では舞台は山口県と釜山となっているが、映画の撮影は全て新潟県で行われ、主要なシーンの撮影は新潟市の市街地及び郊外で行われている。